# 列昂尼德·沃尔科夫
列昂尼德·米哈伊洛维奇·沃尔科夫（俄语：Леони́д Миха́йлович Во́лков，1980年11月10日—）是一名俄羅斯反對派政治人物，其隸屬於未注册政党俄罗斯未来，於阿列克谢·纳瓦利内2018年竞选俄罗斯总统时曾出任其幕僚长。

## 生平
沃尔科夫出生于苏联斯維爾德洛夫斯克州斯维尔德洛夫斯克（今称叶卡捷琳堡）。是俄罗斯反对派协调委员会中央选举委员会委员，阿列克谢·纳瓦利内2013年竞选莫斯科市长时，他是领导成员之一。
沃尔科夫曾是人民自由党政治委员会成员。2016年12月开始，担任阿列克谢·纳瓦利内的2018年总统竞选团队幕僚长。